# Cinnamomum kinabaluense
Cinnamomum kinabaluense är en lagerväxtart som beskrevs av Hermann Heino Heine. Cinnamomum kinabaluense ingår i släktet Cinnamomum och familjen lagerväxter. Inga underarter finns listade i Catalogue of Life.